# Margarida de Prata
Margarida de Prata é um prêmio oferecido pela Conferência Nacional dos Bispos do Brasil (CNBB) para filmes brasileiros que ressaltem valores humanos, éticos e espirituais, visando ampliar a consciência crítica e artística do público brasileiro. O prêmio foi instituído em 1967 por ideia de Hilda Azevedo, no Rio de Janeiro. O Margarida foi concedido pela primeira vez para o filme "Proezas de Satanás na Vila de Leva-e-Traz" dirigido por Paulo Gil Soares, que em foi co-roteirista e assistente de direção de Deus e o diabo na terra do sol (1964) e co-roteirista e cenógrafo em Terra em transe (1967), de Glauber Rocha.

## Categorias premiadas
- Melhor longa metragem (Acima de 100min)
- Melhor curta metragem (Até 15min)
- Melhor vídeo documentário